# Купец Иголкин
Купец Иголкин — легендарный деятель времён Северной войны, популярный в 19 веке образец народного героя.

## История подвига
Согласно классической версии, купец Иголкин, родом новгородец, вёл торговые дела со Швецией, которую в связи с этим нередко посещал. Когда началась Северная война, купец, как российский подданный был интернирован и посажен в шведскую тюрьму, где провёл долгое время.
Как-то раз, находясь в заключении, купец услышал, что шведские тюремщики отпускают грубые шутки в адрес русского царя Петра Великого. Купец несколько раз попросил их перестать, пояснив что оскорбления его государя, для него, как верноподданного слышать неприемлемо. Данные просьбы были проигнорированы, после чего Иголкин, вырвав у одного из солдат штык, заколол его и его товарища. Когда на шум сбежались остальные стражники, Иголкин сдался им без сопротивления. Пояснив на суде мотивы своих действий, купец вызвал уважение шведского короля Карла XII, который приказал освободить его и отпустить домой. После освобождения проживал в Новгороде, пользовался расположением Петра Великого.

## Образ героя
Образ купца Иголкина приобрёл популярность благодаря сочинению историка 18 века Голикова «Деяния Петра Великого». Эта книга была в своё время очень востребована в России, и, в условиях труднодоступности архивов, служила основным источником по эпохе Петра, в частности, для Пушкина при работе над поэмой «Полтава».
Неудивительно, что героизм купца Иголкина, описанный в данной книге, встретил восхищение в обществе, тем более, что идея преданности монарху в условиях самодержавия оставалась весьма актуальной. В 1839 году писатель и драматург Николай Полевой публикует драму «Иголкин, купец Новгородский». Драма была поставлена на сцене, причём роль Иголкина сыграл знаменитый в то время актёр Мочалов. Для школьников рекомендована книга «Купец Иголкин», описывающая подвиг русского героя. Ректор Императорской академии художеств Василий Шебуев исполнил полотно «Подвиг новгородского купца Иголкина в Северной войне со шведами», которое ныне находится в коллекции Государственного Русского Музея в Санкт-Петербурге. Появление картины совпало с успешной постановкой пьесы Полевого, однако известно, что первый рисунок на этот сюжет был выполнен художником гораздо раньше, в 1811 году.
В связи с ростом оппозиционных и революционных настроений интерес к образу купца Иголкина начинает спадать, пока он не был забыт более-менее окончательно.